# La meccanica naturale
La meccanica naturale è un album dei Finisterre pubblicato nel 2004.

## Tracce
1. La Perfezione – 5:51
2. La Mia Identità – 3:45
3. Il Volo – 6:19
4. La Maleducazione – 3:49
5. Ode Al Mare – 5:53
6. Rifrazioni – 4:53
7. Lo Specchio – 5:17
8. La Ricostruzione Del Futuro – 6:12
9. La Fine – 4:53
10. Incipit – 6:50